# دم‌بلند خاکستری دشت‌های شمالی
دم‌بلند خاکستری دشت‌های شمالی (نام علمی: Semnopithecus entellus) نام یک گونه از سرده دم‌بلند خاکستری است.